# Santa María de los Oteros
Santa María de los Oteros es una pedanía perteneciente al municipio de Matadeón de los Oteros, situado en Esla-Campos con una población de 5 habitantes según el INE.
Está situado en la CV-195-2.

## Demografía
Tiene 5 habitantes, 3 varones y 2 mujeres censados en el municipio.